# Matheus Rossetto
Matheus Rossetto (Santo Amaro da Imperatriz, 3 giugno 1996) è un calciatore brasiliano, centrocampista del Fortaleza.

## Caratteristiche tecniche
È un trequartista.

## Carriera
Cresciuto nelle giovanili dell'Athl. Paranaense, ha esordito il 2 maggio 2015 in occasione di un match del Campionato Paranaense vinto 5-0 contro il Nacional-PR.
Il 3 febbraio 2020 passa all'Atlanta United.

## Statistiche

### Presenze e reti nei club
Statistiche aggiornate al 4 febbraio 2020.
| Stagione                   | Squadra                    | Campionato                 | Campionato | Campionato | Coppe nazionali | Coppe nazionali | Coppe nazionali | Coppe continentali | Coppe continentali | Coppe continentali | Altre coppe | Altre coppe | Altre coppe | Totale | Totale | Totale |
| Stagione                   | Squadra                    | Comp                       | Pres       | Reti       | Comp            | Pres            | Reti            | Comp               | Pres               | Reti               | Comp        | Pres        | Reti        | Pres   | Reti   |        |
| -------------------------- | -------------------------- | -------------------------- | ---------- | ---------- | --------------- | --------------- | --------------- | ------------------ | ------------------ | ------------------ | ----------- | ----------- | ----------- | ------ | ------ | ------ |
| 2015                       | Athl. Paranaense           | A1/PR+A                    | 1+0        | 0          | CB              | 0               | 0               |                    | -                  | -                  |             | -           | -           | 1      | 0      |        |
| 2016                       | Ferroviária                | A1/SP                      | 10         | 1          | CB              | 1               | 0               |                    | -                  | -                  |             | -           | -           | 11     | 1      |        |
| 2016                       | Athl. Paranaense           | A1/PR+A                    | 0+15       | 0+2        | CB              | 0               | 0               |                    | -                  | -                  |             | -           | -           | 15     | 2      |        |
| 2017                       | Athl. Paranaense           | A1/PR+A                    | 13+31      | 1+1        | CB              | 4               | 0               | CL                 | 11                 | 0                  |             | -           | -           | 59     | 2      |        |
| 2018                       | Athl. Paranaense           | A1/PR+A                    | 0+18       | 0+2        | CB              | 4               | 1               | CS                 | 1                  | 0                  |             | -           | -           | 23     | 3      |        |
| 2019                       | Athl. Paranaense           | A1/PR+A                    | 3+7        | 1+0        | CB              | 0               | 0               | CL                 | 0                  | 0                  |             | -           | -           | 10     | 1      |        |
| Totale Atletico Paranaense | Totale Atletico Paranaense | Totale Atletico Paranaense | 88         | 8          |                 | 9               | 1               |                    | 12                 | 0                  |             | -           | -           | 109    | 9      |        |
| 2020                       | Atlanta United             | MLS                        | -          | -          |                 | -               | -               | CCL                | -                  | -                  |             | -           | -           | -      | -      |        |
| Totale carriera            | Totale carriera            | Totale carriera            | 94         | 8          |                 | 9               | 1               |                    | 12                 | 0                  |             | -           | -           | 92     | 7      |        |

## Palmarès

### Club

#### Competizioni nazionali
- Coppa del Brasile: 1

Athl. Paranaense: 2019

#### Competizioni statali
- Campionato Paranaense: 1

Athl. Paranaense: 2019

#### Competizioni internazionali
- Coppa Sudamericana: 1

Athl. Paranaense: 2018
- J.League Cup / Copa Sudamericana Championship: 1

Athl. Paranaense: 2019

#### Competizioni regionali
- Copa do Nordeste: 1

Fortaleza: 2024